# Too Legit to Quit
Too Legit to Quit – czwarty studyjny album amerykańskiego rapera MC Hammera. Został wydany 29 października, 1991 roku. Kompozycja zadebiutowała na 2. miejscu notowania Billboard 200. Album został zatwierdzony jako potrójna platyna (sprzedano ponad 3 milionów egzemplarzy).

## Lista utworów
1. This Is The Way We Roll
2. Brothers Hang On
3. Too Legit 2 Quit
4. Living In A World Like This
5. Tell Me (Why Can’t We Live Together)
6. Releasing Some Pressure
7. Find Yourself A Friend
8. Count It Off
9. Good To Go
10. Lovehold
11. Street Soldiers
12. Do Not Pass Me By
13. Gaining Momemtum
14. Addams Groove